# 大雲寺前停留場

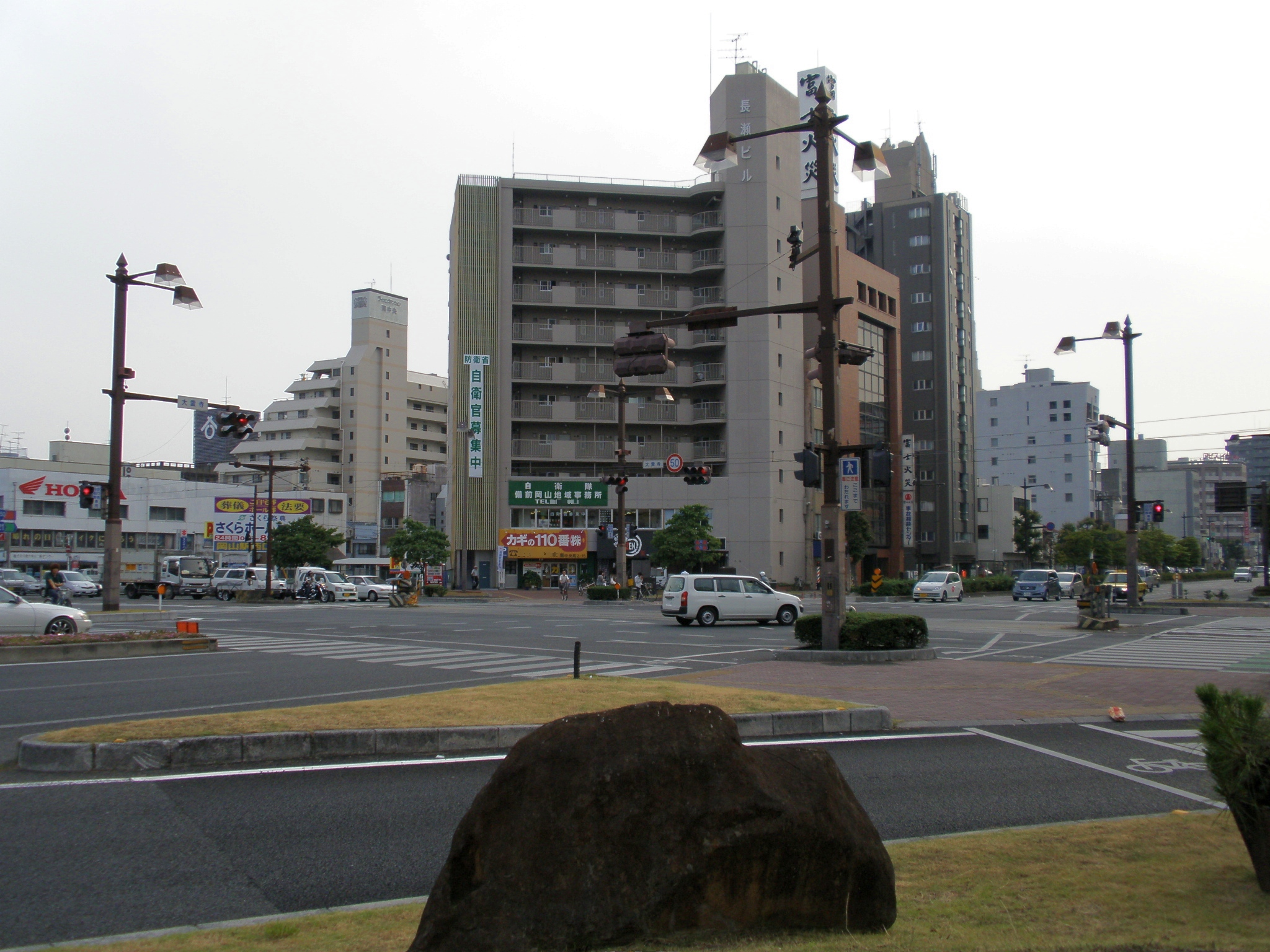
大雲寺路口

大雲寺前停留場（日语：／ Shin-saidaizi-cho-suzi teiryūjō */?），又稱大雲寺前電車站，是位於岡山縣岡山市北區中央町和表町三丁目，岡山電氣軌道清輝橋線的電車站。車站編號為S07。

## 歷史
- 1928年（昭和3年）3月18日 柳川至大雲寺町（現時：大雲寺前）之間開通[1]，大雲寺町停留場啟用。
- 1938年（昭和13年）2月7日 電車站遷移。
- 1970年（昭和45年）11月1日 電車站改名為大雲寺前停留場。

## 電車站構造
電車站是建造在共用行車道上。電車站設有1面2線的島式低地台月台。

## 電車站周邊
- 岡電巴士、兩備巴士、下電巴士（日语：下津井電鉄）「大雲寺前」巴士站
- 大雲寺（日语：大雲寺 (岡山市)）
- 相生日精同和損害保險（日语：あいおいニッセイ同和損害保険）岡山分店
- Duskin（日语：ダスキン）岡山中央中心
- 木下馬戲團（日语：木下大サーカス）總部

### 大雲寺路口
| 國道30號標識 | 國道53號標識 | 國道180號標識 | 國道250號標識 | 岡山縣道21號標識 | 岡山縣道162號標識 |

大雲寺路口是位於岡山縣岡山市北區表町三丁目的路口。一般國道、岡山縣的主要地方道和一般縣道在此交匯和作為該道路的起終點。
起點
- ↓國道30號
- ↑國道53號（日语：国道53号）（柳川筋）
- ↑國道180號（日语：国道180号）（柳川筋）
- ←岡山縣道21號岡山兒島線（日语：岡山県道21号岡山児島線）
- ←岡山縣道162號岡山倉敷線（日语：岡山県道162号岡山倉敷線）

終點
- →國道250號（東山通（日语：東山通り））

## 相鄰電車站
岡山電氣軌道
■清輝橋線
新西大寺町筋（S06）－大雲寺前（S07）－東中央町（S08）

## 注腳
1. ↑  岡山電気軌道　路面電車のあゆみ （页面存档备份，存于）（日語）
2. ↑  ワースト1：大雲寺交差点｜事故多発交差点マップ (2019年版)｜日本損害保険協会 （页面存档备份，存于）（日語）

## 外部連結
- 岡山電気軌道株式会社 電車事業部（路面電車） （页面存档备份，存于）（日語）